# Judith Gap
Judith Gap est une municipalité américaine située dans le comté de Wheatland au Montana. Selon le recensement de 2010, sa population est de 126 habitants. La municipalité s'étend alors sur une superficie de 0,38 milles carrés (0,98 km2).
En 1904, la Montana Railway Company arrive dans la région et fonde la localité d'Ubet. Celle-ci se déplace vers le sud lors de l'achèvement du Great Northern Railway et adopte le nom de Judith Gap.